# Киренийские ворота
Киренийские ворота (тур. Girne Kapısı) — ворота в ранее существовавших стенах Никосии, расположенные в Северной Никосии, столице частично признанной Турецкой Республики Северного Кипра. Эти ворота использовались для транспортной связи города с северными территориями острова, в том числе и с портовым городом Кирения.
Киренийские ворота были воздвигнуты в 1567 году венецианцами, как часть новых городских стен. Первоначально они назывались Порта-дель-провведиторе в честь венецианского губернатора Кипра Франческо Барбаро (1488—1568). Они были реконструированы турками-османами в 1821 году, также к воротам была добавлена привратницкая.
В 1931 году британские власти закрыли ворота, снеся стены по обеим стороны, чтобы проложить дороги, позволяющие беспрепятственное движение транспорта. В 1946 году умер последний турецкий привратник Хороз Али в возрасте 120 лет.
Ныне ворота служат лишь в качестве туристической достопримечательности.